# Dyspersja obrotowa
Dyspersja obrotowa, rotacyjna – zależność skręcalności właściwej ośrodka od częstości drgań światła, rozchodzącego się w tym ośrodku.